# Tournée della nazionale inglese di cricket in Sudafrica 1888-89
La Tournée della nazionale inglese di cricket in Sudafrica 1888-89 è considerata la 1ª partita internazionale di test cricket della nazionale Sudafricana. La serie di 2 partite si è disputata in Sudafrica tra il 15 e il 26  marzo 1889, ed ogni partita si è svolta secondo le regole del test cricket. Le partite si sono disputate a Port Elizabeth e Città del Capo.
La vittoria è andata alla selezione inglese, che ha vinto per 2-0. La tournée venne replicata nella stagione 1891-92.

## Contesto
Nel periodo compreso tra dicembre 1888 e marzo 1889, una squadra di cricket inglese, sotto la guida del maggiore R.G. Warton, intraprese un tour in Sudafrica. Warton, ufficiale in pensione dell'esercito britannico, aveva prestato servizio nello stato maggiore a Città del Capo ed era membro del Western Province Cricket Club. Fu invitato da appassionati locali a organizzare una squadra di cricket inglesi di prima classe per un tour nel paese. Gli accordi furono gestiti da agenti locali, Billy Simkins e William Milton, che riuscirono a ottenere la sponsorizzazione di Sir Donald Currie, fondatore della Castle Shipping Line. Mentre Warton reclutava i giocatori in Inghilterra, gli accordi logistici venivano finalizzati, e la squadra era conosciuta all'epoca come "RG Warton's XI".
La squadra, capitanata da C. Aubrey Smith, comprendeva cinque giocatori con esperienza internazionale: Bobby Abel, Johnny Briggs, Maurice Read, George Ulyett e Harry Wood. Alcuni degli altri membri della squadra non avevano lo status di giocatori di prima classe, e Harry Altham descrisse il livello complessivo del gruppo come "simile a quello di una contea debole".
Due delle partite giocate durante il tour furono contro una selezione sudafricana rappresentativa, e nel 1897 fu deciso ufficialmente di assegnare retrospettivamente lo status di Test match a queste partite. Di conseguenza, la prima di queste fu riconosciuta come la prima partita di Test del Sudafrica e, dato che prima del 1889 non si erano giocate partite di prima classe nel paese, venne considerata anche la prima partita di prima classe giocata in Sudafrica.
Il termine "test cricket" (nel senso di una prova di forza tra squadre) era ancora nuovo nel 1889, e venne utilizzato per la prima volta nell'edizione di quell'anno di Wisden Cricketers' Almanack. L'assegnazione retrospettiva dello status di Test match suscitò comunque polemiche. Nel suo studio sulla storia del cricket, Rowland Bowen sostenne che gli standard di gioco in Sudafrica fossero così bassi che le due partite non meritassero di essere classificate come di prima classe, figuriamoci come Test. Bowen fece anche notare che il tour in Inghilterra del Sudafrica del 1894 non fosse considerato di prima classe. Inoltre, quando MW Luckin scrisse la prima storia del cricket sudafricano nel 1914, ritenne che le partite del 1889 fossero di scarsa importanza.

## Resoconto della tournèe
L'XI di Warton giocò un totale di venti partite, ma solo due di esse furono retroattivamente riconosciute come partite di prima classe. Ciò fu dovuto al fatto che 17 delle partite si disputarono ad handicap, con la squadra sudafricana che schierò tra i 15 e i 22 giocatori contro gli undici della squadra inglese. Sebbene l'ultima partita del tour fosse contro una selezione sudafricana, si trattò di un incontro di due giorni, mentre una partita di prima classe deve essere programmata per almeno tre giorni. Inoltre, molte delle partite furono giocate su terreni preparati in modo rudimentale, con superfici irregolari: erbose nelle zone costiere e dure nell'entroterra.
L'XI di Warton affrontò squadre provenienti da quattro province sudafricane: Eastern Province, Natal, Transvaal e Western Province. Inoltre, si confrontò con rappresentative delle città di Città del Capo, Durban, Johannesburg, Kimberley, Pietermaritzburg e Port Elizabeth. Pur essendo prevista la vittoria della squadra inglese in tutte le partite provinciali e cittadine, si verificarono quattro sorprendenti sconfitte nelle prime sei partite, contro Città del Capo, Kimberley (due volte) e Port Elizabeth. Tuttavia, l'XI di Warton vinse in modo convincente le due partite di Test.
Il tour si rivelò significativo per l'eredità che lasciò, poiché contribuì a portare il Sudafrica nel contesto del cricket internazionale e diede impulso al gioco nazionale. Sir Donald Currie, come sponsor, fu talmente impressionato dal successo dell'iniziativa che decise di donare un trofeo a nome suo, la Currie Cup, destinato alla squadra vincitrice del campionato nazionale sudafricano. Per la stagione 1888-89, venne chiesto alla squadra inglese di assegnare la Currie Cup alla squadra che si fosse distinta maggiormente contro di loro, e la scelta cadde su Kimberley.
Dal punto di vista finanziario, tuttavia, il tour non ebbe successo, poiché non riuscì a generare profitti. Wisden, infatti, notò che "non era mai stato previsto, né ritenuto necessario, portare una squadra inglese rappresentativa per un primo viaggio al Capo".

## Risultati

### Test 1
| 12-13 marzo Referto |

| Sudafrica       | v | Inghilterra      |
| 84 (75,2 over)  |   | 148 (66.2 over)  |
| 129 (90.1 over) |   | 67/2 (21.1 over) |

- Sudafrica vince il sorteggio e decide di battere

### Test 2
| 25-26 marzo Referto |

| Inghilterra      | v | Sudafrica      |
| 292 (123.1 over) |   | 47 (47.1 over) |
|                  |   | 43 (28.2 over) |

- Inghilterra vince il sorteggio e decide di battere